# 가미야 가이토
가미야 가이토(일본어: 神谷 凱士, 1997년 6월 16일~)는 일본의 축구 선수이다.

## 구단 경력
그는 2020년 J1리그의 가와사키 프론탈레에 입단했다. 2022년 J3리그의 후지에다 MYFC로 이적했다. 2023년부터 2024년까지 J2리그의 방포레 고후에서 뛰었다. 2025년 J3리그의 FC 류큐로 이적했다.